# Purple Rain (film)
Purple Rain är en amerikansk romantisk film från 1984.
Prince har huvudrollen. Filmen är mest känd för sitt soundtrack och låtarna When Doves Cry och Let's Go Crazy blev båda ettor på Billboardlistan, ihop med titellåten Purple Rain som låg tvåa.
Filmen har en uppföljare vid namn Graffiti Bridge, som släpptes 1990.

## Handling
Handlingen utspelar sig i Minneapolis och Prince har huvudrollen som den unga och talangfulla musikern "The Kid", ledsångare i bandet "The Revolution". "The Kid" träffar sångerskan "Apollonia" och de inleder en romans, dock inte utan problem. Han försöker få relationen med Apollonia att fungera och hålla ihop bandet samtidigt som hans antagonist musikern "Morris Day" med gruppen "The Time" gör livet svårt för honom.
I princip alla karaktärer i filmen utom Prince egen, "The Kid", och hans fiktiva föräldrar har sina riktiga namn.

## Soundtrack
| Låt                                 | Kompositör (Text och Musik)       | Framförd av               | Musikbolag        |
| ----------------------------------- | --------------------------------- | ------------------------- | ----------------- |
| "Let's Go Crazy"                    | Prince                            | Prince och The Revolution | Controversy Music |
| "Jungle Love"                       | Morris Day & Jesse Johnson        | The Time                  | Tionna Music      |
| "Take Me With U"                    | Prince                            | Prince och Apollonia      | Controversy Music |
| "Modernaire"                        | Dez Dickerson                     | Dez Dickerson             | Dezsound          |
| "The Beautiful Ones"                | Prince                            | Prince                    | Controversy Music |
| "God (Love Theme From Purple Rain)" | Prince                            | Prince                    | Controversy Music |
| "When Doves Cry"                    | Prince                            | Prince                    | Controversy Music |
| "Father's Song"                     | John L. Nelson                    | Prince                    | Controversy Music |
| "Computer Blue"                     | Wendy, Lisa och Prince            | Prince                    | Controversy Music |
| "Darling Nikki"                     | Prince                            | Prince                    | Controversy Music |
| "Sex Shooter"                       | Apollonia 6 och The Starr Company | Apollonia 6               | Controversy Music |
| "The Bird"                          | Morris Day & Jesse Johnson        | The Time                  | Controversy Music |
| "Purple Rain"                       | Prince                            | Prince och The Revolution | Controversy Music |
| "I Would Die 4 U"                   | Prince                            | Prince och The Revolution | Controversy Music |
| "Baby I'm A Star"                   | Prince                            | Prince och The Revolution | Controversy Music |